# جون أ. يونغ
جون أ. يونغ (بالإنجليزية: John A. Young)‏ هو شخصية أعمال وضابط أمريكي، ولد في 24 أبريل 1932 في نامبا في الولايات المتحدة.

## وصلات خارجية
- جون أ. يونغ على موقع إن إن دي بي (الإنجليزية)